# Alan Faneca
Pro Football Hall of Fame 2021
(en) Statistiques sur pro-football-reference
Alan Joseph Faneca Jr (né le 7 décembre 1976 à La Nouvelle-Orléans) est un joueur américain de football américain évoluant au poste de offensive guard. Il a effectué treize saisons en National Football League, de 1998 à 2010.

## Enfance
Alan fait ses études à la John Curtis Christian Middle School et à la Lamar Consolidated High School au Texas. Il devient un des meilleurs joueurs de l'État du Texas. À l'âge de quinze ans, il est diagnostiqué qu'il est atteint d'épilepsie ; grâce à un contrôle médical, il peut continuer à jouer au football.

## Carrière

### Université
Il entre à l'université d'État de Louisiane où il intègre l'équipe des Tigers en 1994. Il est nommé freshman de l'année pour la conférence sud-est en 1995 et est sélectionné dans la seconde équipe All-American l'année suivante. En 1997, il est l'un des finalistes pour le Outland Trophy, qui est remporté par Aaron Taylor, étudiant à l'université du Nebraska. Il fait trente-six matchs et effectue 210 blocages.

### Professionnelle

#### Steelers de Pittsburgh
Alan Faneca est sélectionné au premier tour du draft de la NFL de 1998 au vingt-sixième choix par les Steelers de Pittsburgh. Lors de sa première saison, il est nommé comme titulaire lors du premier match de la saison 1998 contre les Bengals de Cincinnati après les blessures de Will Wolford et Jim Sweeney. Il remporte le Joe Greene Award (trophée récompensant le meilleur rookie de l'année des Steelers de Pittsburgh). Après ces débuts triomphants, la saison 1999 est mauvaise pour Faneca qui se blesse durant le second quart-temps contre les Browns de Cleveland, il sort à la mi-temps du match. Il revient plus tard dans la saison mais fait une rechute contre les Ravens de Baltimore où il est remplacé par Roger Duffy. Néanmoins, il aide Jerome Bettis à parcourir cent yards contre les Bengals de Cincinnati. Contre les Panthers de la Caroline, il permet à Bettis de faire 137 yards dans le même match.
Lors de la saison 2000, Faneca est un élément important dans l'équipe des Steelers, étant une des dix équipes de la saison à dépasser la barre des deux mille yards sur des courses lors de cette saison. Après la saison 2001, il est nommé pour la première fois au Pro Bowl où il est aligné comme titulaire. En 2003, il est replacé au poste d'offensive tackle pour parer une blessure et permet au running back Amos Zereoue de faire trois matchs à plus de cent yards. Lors du Super Bowl XL, il fait une belle prestation, libérant le champ à Jerome Bettis, Duce Staley et Willie Parker, permettant à Parker de marquer un touchdown de 75 yards, qui devient la plus longue course pour un touchdown de l'histoire du Super Bowl.
En 2007, il est d'une grande aide à Ben Roethlisberger qui effectue une belle saison, et Najeh Davenport qui court 126 yards contre les Rams de Saint-Louis lors du seizième match de la saison. À la fin de la saison, il est nommé dans l'équipe du 75e anniversaire des Steelers.

#### Jets de New York
Le 1er mars 2008, Faneca signe un contrat de cinq ans de quarante millions de dollars avec les Jets de New York, devenant le plus gros transfert de l'histoire de la NFL pour un joueur de la ligne offensif (qui sera battu par Jake Long). Il joue alors avec D'Brickashaw Ferguson, Nick Mangold et Damien Woody.
Rapidement, Faneca devient un élément important des Jets, permettant au Jets d'atteindre 2006 yards et de faire passer le score de New York de 4-12 à 9-7 lors de la saison 2008. Pour la saison 2009, les Jets font 2756 yards sur des courses et font une saison remplie de surprise. Ils défont les Bengals de Cincinnati 24-14 et battent les favoris les Chargers de San Diego 17-14 mais sont battus par les Colts d'Indianapolis 30-17.
Le 24 avril 2010, les Jets libèrent Faneca après avoir sélectionné Vladimir Ducasse au second tour du draft de 2010.

#### Cardinals de l'Arizona et retraite
Alan rejoint les Cardinals de l'Arizona pour un an contre 2,5 millions de dollars, retrouvant ses anciens entraîneurs quand il était chez les Steelers : l'entraîneur Ken Whisenhunt et l'entraîneur de la ligne offensif Russ Grimm. Après cette saison 2010, Faneca annonce sa retraite sportive le 10 mai 2011 après treize saisons passées en NFL.

## Statistiques
Durant sa carrière en NFL, Alan Faneca a joué 206 matchs (dont 201 comme titulaire), onze provocations de fumble ainsi que quatre tacles. Il a participé à neuf Pro Bowl et sélectionné neuf fois dans l'équipe All-Pro.